# Жан Жозеф Дессоль
Жан Жозеф Поль Огюстен, маркіз Дессоль (фр. Jean Joseph Paul Augustin, Marquis Dessolles; 3 липня 1767 — 3 листопада 1828) — французький державний діяч, прем'єр-міністр Франції з 29 грудня 1818 по 18 листопада 1819.

## Біографія
Жан-Жозеф народився в місті Ош на півдні Франції в 1767 році в дворянській сім'ї, був племінником єпископа Шамбері. Вступивши на військову службу в 1792 році, він став ад'ютантом генерала Наполеона Бонапарта під час Італійської кампанії 1796. З 1797 – бригадний генерал.
Пізніше він служив начальником штабу генерала Моро і неодноразово відзначався. У 1799 був проведений в дивізійні генерали. Під час походу Суворова в Італію боровся в битві при Нові (1799), потім в Рейнській армії, в битві при Гогенліндені (1800). За хоробрість і кмітливість отримав прізвисько «Децій французької армії». Після укладання Люневільського миру перейшов на цивільну службу.
У 1805 році отримав почесну посаду коменданта Версаль і став офіцером ордена Почесного легіону. Потім тимчасово командував Ганноверською армією, поки його не змінив на цій посаді Бернадот. До 1808 – в резерві (офіційно), фактично в засланні. Причиною цього був конфлікт Дессоля з імператором: Наполеон запідозрив його у ворожих намірах (збереглося листування з цього приводу між Наполеоном і Фуше) і намагався віддалити від себе. У ці роки Дессоль проживав у своєму маєтку неподалік від Оша.
Однак, вже в 1808 він повернувся в Париж, а трохи пізніше в тому ж році очолив дивізію під час походу до Іспанії. Він відзначився в битві при Оканьї, біля гірського переходу Сьєрра-Морена, а потім зайняв Кордова, де став комендантом і запам'ятався гуманним управлінням.
Після цього Дессоль повернувся до Франції, у лютому 1811 року, і залишався там до березня 1812 року, коли був призначений начальником штабу 4-го корпусу Євгенія Богарне. На цій посаді він вирушив у Російський похід 1812 року, однак, через підірване здоров'я, повернувся в Париж зі Смоленська.
Напередодні першої реставрації Людовіка XVIII у 1814 році, тимчасовий уряд призначив Дессоля головнокомандувачем Національної гвардії; граф д'Артуа після прибуття назвав його членом Тимчасової Державної ради; нарешті, король, приїхавши до Парижа, призначив Дессоля державним міністром, пером Франції, генерал-інспектором усієї Національної гвардії, зробив його командором Ордена Святого Людовіка і Великим офіцером ордена Почесного легіону. Весь цей дощ нагород обрушився на Дессоля завдяки зусиллям, які він доклав, переконуючи царя  Олександра I відмовитися від підтримки плану Габсбургів залишити Марію-Луїзу, дочку імператора Австрії, регентом Франції за свого малолітнього сина, і повернути династію Бурбонів на французький престол.
Під час Ста днів генерал Дессоль залишився прихильником династії Бурбонів. Під час другої реставрації він став міністром закордонних справ та головою Ради міністрів Франції (прем'єр-міністром) у грудні 1818 року. Уряд Дессоля вважався відносно ліберальним, і зазнавав тиску реакціонерів з найближчого оточення короля, тому менш ніж через рік він пішов у відставку. Французам Дессоль запам'ятався, як «Le ministre honnête homme» («джентльмен-міністр»), і надалі виступав проти посилення реакції як прихильник громадянських свобод.
Дессоль помер у листопаді 1828 року у своєму замку Monthuchet в Со-ле-Шартре у департаменті Ессон. Був похований на цвинтарі Пер-Лашез (дивізіон 28).
Дивні зигзаги в долі Дессоля були пов'язані з тим, що в 1790-х роках він був однаково близький як до Наполеона Бонапарта, так і до генерала Моро. Бонапарт, який цінував Дессоля за його дії в Італійській кампанії, все ж таки не довіряв йому, підозрюючи у зв'язках з прихильниками Моро; Дессоль, зі свого боку, всіляко захищав Моро перед Наполеоном. Маючи репутацію талановитого і недооціненого генерала, Дессоль виявився надзвичайно затребуваним у роки Реставрації, коли Людовіку XVIII на чолі держави були потрібні люди, яким він міг би довіряти, і яким налаштоване проти короля французьке суспільство також довіряло б. Проте, проявивши і тут свою принциповість, Дессоль незабаром вийшов у відставку, переконавшись у неможливості проводити власну політику та не бажаючи йти у реакціонерів на поводу.

## Сім'я
Дессоль був одружений з дочкою страченого якобінцями на гільотині генерала Дамп'єра, яка була на десять років молодша за свого чоловіка і дожила до епохи Другої імперії. Від неї він мав єдину дочку, яку видав заміж за герцога з сім'ї де Ларошфуко, представника старої французької аристократії.

## Пам'ять
- Ім'я генерала Дессоля написане на східній стороні Тріумфальної арки у Парижі.
- Його ім'ям названа одна з вулиць у його рідному Оші.